# هنري دبليو. أندرسون
هنري دبليو. أندرسون (بالإنجليزية: Henry W. Anderson)‏ هو محامي أمريكي، ولد في 20 ديسمبر 1870، وتوفي في 7 يناير 1954.